# Udolphos Geheimnisse
Udolphos Geheimnisse, Originaltitel The Mysteries of Udolpho, 1794 von Ann Radcliffe (1764–1823) verfasst, zählt zu den berühmtesten englischen Schauerromanen.

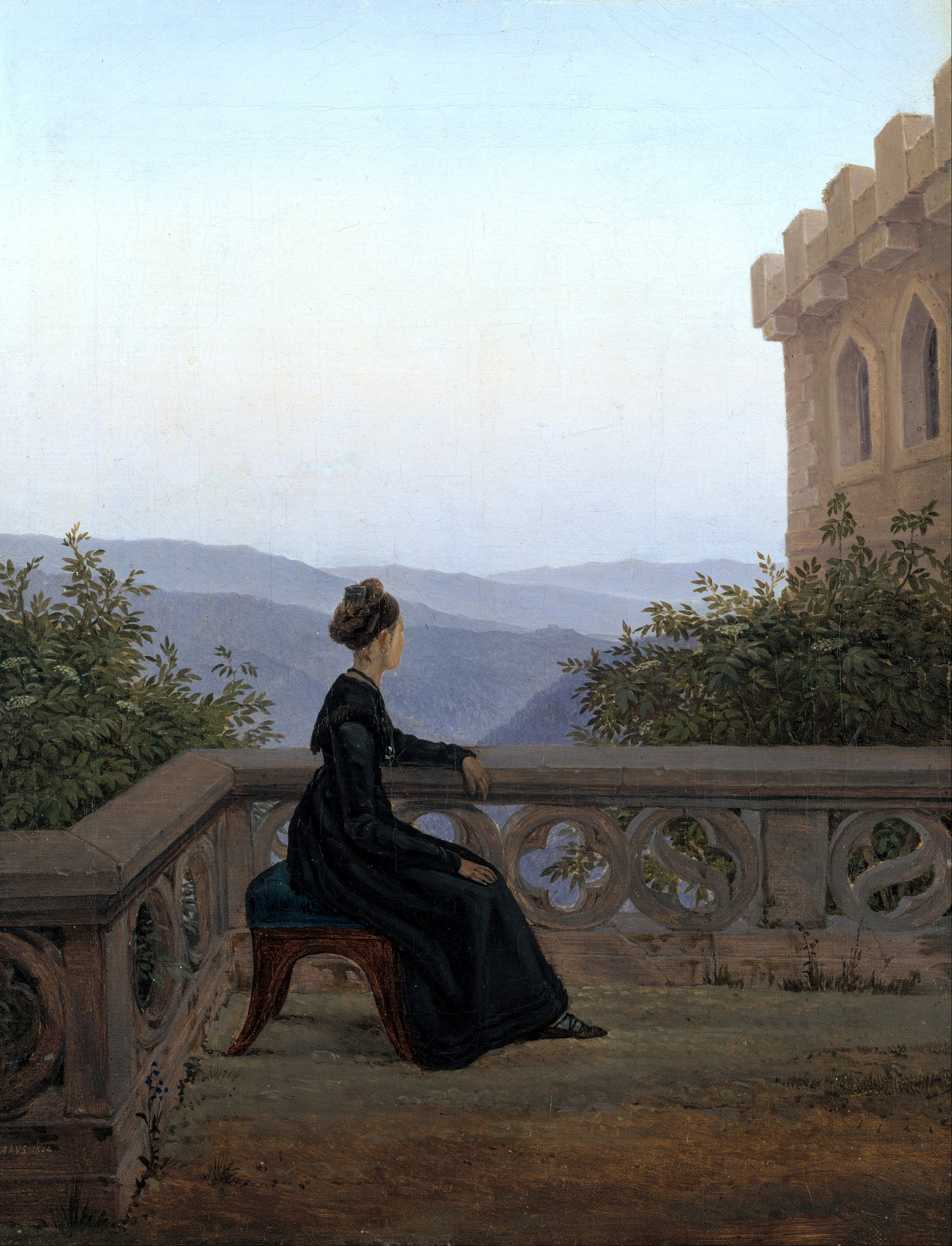
Carl Gustav Carus, Frau auf dem Balkon (1824) war das Titelbild von Mysteries of Udolpho bei Oxford World’s Classics

Das Genre, welches auch als Gothic Fiction bekannt ist, entspricht am ehesten der literarischen Strömung Schwarze Romantik. Im Bereich der „Gothic Romance“ inspirierte Radcliffe mit ihrer weiblichen Heldin, der es gelingt, sich gegen einen mächtigen, aber moralisch unterlegenen Gegner durchzusetzen, darüber hinaus ein modernes Frauenbild. Daher wird sie im englischen Sprachraum zu den wichtigen Mitbegründerinnen des „Gothic Feminism“ gezählt.
Der Schauplatz, ein halb verfallenes, verwinkelt angelegtes Schloss im Apennin weist deutliche Parallelen zu Horace Walpoles Hauptschauplatz bei seinem Schloss von Otranto (1765) auf.

## Besonderheiten
Für ihre junge Protagonistin Emily verschwimmen auf der Suche nach ihrem persönlichen Glück oft scheinbar übernatürliche Phänomene mit der Wirklichkeit. Feinde, Intrigen und Geheimnisse werden geschickt miteinander verwoben, wobei vieles ganz bewusst nur angedeutet und der Fantasie der Leserschaft überlassen wird.
Der Roman zeichnet sich insbesondere durch die üppigen Beschreibungen von Landschaften, Städten und unheimlichen, halb verfallenen Burgen und Klöstern aus. Dabei hat Radcliffe die Schauplätze ihres Romans nie selbst gesehen, sondern ließ sich unter anderem von Hester Thrale und Claude Lorrain sowie den Gemälden von Domenichino und Salvator Rosa inspirieren.
Entsprechend dem damaligen Zeitgeist stehen Radcliffes Heldinnen dabei stets vor der Herausforderung, ihre Empfindsamkeit zu überwinden und ihre Gefühle zu kontrollieren. Radcliffe vertritt die im 18. Jahrhundert weit verbreitete Ansicht, schlechte Veranlagungen könnten durch entsprechende Erziehung eingedämmt werden, während eine falsche oder mangelhafte Erziehung zur Festigung und Entfaltung negativer Anlagen führe. Eine weitere Besonderheit bei Radcliffe besteht darin, dass die Fähigkeit, die Schönheit der Natur zu genießen, hier auch mit dem Charakter des Betrachters in Verbindung gebracht wird. Ob jemand in der Lage ist, erhabene Landschaften als Genuss zu empfinden, hängt daher bei ihr nicht nur mit dem Gemütszustand der Person, sondern auch mit ihrem Grundcharakter zusammen.
Auch die Anmerkungen der englischsprachigen Ausgabe bestätigen, dass es sicherlich kein Zufall ist, dass Radcliffs Schurken keinen Sinn für landschaftliche Schönheit haben. (Original: „It is surely no accident that Radcliffe's villains do not care for landscape“.)

## Handlung
Radcliffe setzt die Beklommenheit ihrer jungen Heldin, die in abgelegenen, finsteren Gemäuern dazu gezwungen werden soll, sich dem Willen ihres Gegenspielers zu beugen, mit großer Ästhetik in Szene. Bald kommt es zu scheinbar übersinnlichen Erscheinungen, dann wiederum geht es um mysteriöse Todesfälle. Es ist typisch für die späte Phase der Empfindsamkeit, dass die sensible Emily sich dabei auch noch permanent um Haltung bemüht. Dabei wird es ihr nicht leicht gemacht: Tod, Verlust, Trennung vom Geliebten, Angst und Anzeichen psychischer Angespanntheit begleiten die junge Heldin, bis Einbildung und Wirklichkeit miteinander verschmelzen.

### Erstes Buch
Die Geschichte von Emily St. Aubert spielt im 16. Jahrhundert in Frankreich und Italien. Die Familie St. Aubert lebt auf ihrem Anwesen La Valée, in der malerischen Gascogne, wo beide Eltern schwer erkranken. Nach dem plötzlichen Tod der Mutter unternehmen St. Aubert und seine Tochter Emily eine Reise ans Mittelmeer. Unterwegs lernen sie den jungen Valancourt kennen, der sich ihnen für eine Weile anschließt. Vater und Tochter sind sehr von dem jungen Mann angetan, der seinerseits Interesse an Emily zeigt. Nachdem sich ihre Wege getrennt haben, verschlechtert sich der Gesundheitszustand von Emilys Vater. Die beiden rasten in einem Dorf in der Nähe des verlassenen Herrenhauses der Familie von Villeroi, an der Küste von Languedoc. Doch St. Aubert erholt sich nicht mehr und verstirbt am nächsten Tag. Nach dem Tod ihres Vaters kommt Emily, zutiefst erschüttert, zunächst im nahe gelegenen Kloster unter. Sie besucht regelmäßig sein Grab und erholt sich langsam. Da Emily noch nicht volljährig ist, wird die Schwester ihres Vaters, eine Madame Cheron, zu ihrem Vormund und fordert Emily auf, zu ihr nach Toulouse zu ziehen. Valancourt und Emily treffen sich dort wieder und bemühen sich bei Emilys Tante um deren Zustimmung zu ihrer Hochzeit. Zunächst besteht Hoffnung, doch dann heiratet Madame Cheron plötzlich selbst. Ihr Mann, ein Signor Montoni, der sich als italienischer Edelmann vorstellt, hat jedoch eigene Pläne. Er spricht sich gegen die Ehe seiner Nichte aus und verfügt, dass seine Frau und Emily ihn nach Italien begleiten. Ohne die Gewissheit eines Wiedersehens trennt sich das unglückliche Paar.

### Zweites Buch
Begleitet von einigen Dienstboten, unter anderem der Zugehfrau von Madame Montoni, Annette, reist die Gesellschaft in Kutschen über die Alpen nach Italien. Als sie Venedig erreichen, ist dort Karneval. Die ersten Eindrücke von Gondeln, maskierten Menschen und buntem Treiben begeistern Emily, obwohl sie noch immer die Trennung von Valancourt betrauert. Emily bemerkt, dass es zwischen ihrer Tante und Montoni zunehmend zu Streit kommt. Oft besucht er ohne sie Casinos und bleibt die ganze Nacht weg. Ein Bekannter Montonis, der Graf Morano, interessiert sich sehr für Emily. Da er reich und ein Graf ist, versuchen die Montonis sie zunächst zur Heirat zu drängen, dann wollen sie Emily dazu zwingen. Doch statt der Zwangsheirat verlassen die Montonis plötzlich mitsamt Emily und der Dienerschaft Venedig. Ihr Ziel liegt in dem Teil des Apennin, der in der Toskana liegt. Die Burg Udolpho, die Morano geerbt hat, liegt dort tief in den Pinienwäldern verborgen. Eindrucksvoll wird das alte Gemäuer geschildert, um das sich viele Geheimnisse ranken. Emily wird offenbar absichtlich in einem besonders unheimlichen Zimmer in einem verlassenen Teil des alten Gemäuers untergebracht. Es gehörte einst der verschollenen Signora Laurentini di Udolpho, um die sich unheimliche Geschichten ranken. Kurz darauf werden die Auseinandersetzungen zwischen Montoni und seiner Frau immer heftiger, da diese sich weigert, ihrem Mann ihre Besitztümer zu überschreiben. Montoni hat anscheinend hohe Spielschulden. Nachdem seine Frau sich weigert nachzugeben, sorgt er dafür, dass sie verschwindet. Insgesamt entspricht die Darstellung von Montoni der eines typischen „gothic villain“.

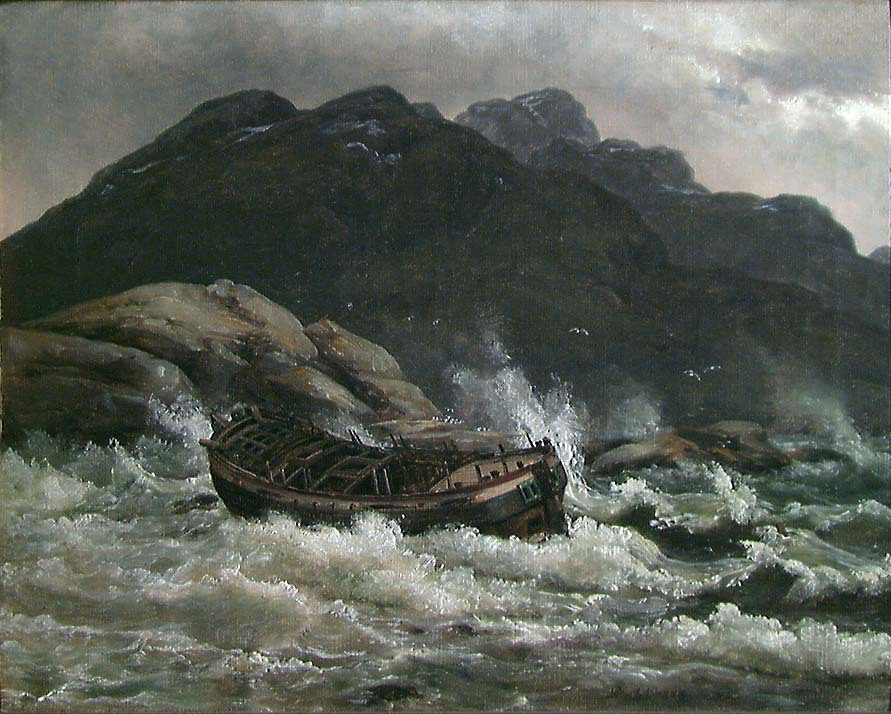
Dahl, Johan Christian Clausen – Schiffbruch an der Küste, 1829

### Drittes Buch
Montoni sammelt eine wachsende Anzahl von Gefolgsleuten, zu denen auch seine Freunde Cavigni, Verezzi, Bertolini und Orsino aus Venedig gehören. Dabei ist es Montoni bekannt, dass Orsini in Venedig wegen Mordes gesucht wird. Emily sucht Udolpho verzweifelt nach ihrer Tante ab. Als sie sie schließlich in einer Turmkammer findet, ist ihre Tante von der Gefangenschaft bereits so geschwächt, dass sie kurz vor dem Tod steht. Bevor sie stirbt, betont sie, dass Emily die rechtmäßige Erbin ihrer Liegenschaften ist. Montoni dagegen ist bis zum letzten Moment unversöhnlich. Er bleibt sogar der kleinen, finsteren Beerdigung fern, die für seine Frau abgehalten wird. Wenig später zwingt er Emily, ihm die Güter der Tante zu überschreiben. Als er ihr verspricht, sie dürfe dann nach Frankreich zurückkehren, gibt sie nach. Aber Montoni hat sie belogen und will sich dafür rächen, dass sie sich ihm wiederholt widersetzt hat, daher zwingt er sie zu bleiben. Immer noch denkt Emily an Valancourt und bildet sich ein, auch er sei Gefangener in Udolpho. Es gibt mindestens einen Gefangenen, den Montonis Männer bei einem ihren Raubzüge verschleppt haben. Dieser Gefangene singt spät abends Melodien aus ihrer Heimat. Überzeugt davon, es müsse Valancourt sein, wird (mit Hilfe Ludovicos, des Dieners von Cavigni) ein heimliches Treffen arrangiert. Enttäuscht muss Emily feststellen, dass der Gefangene der ihr unbekannte Monsieur Du Pont ist, dessen Familie aus der Nähe von La Valée kommt. Er ist dagegen schon lange heimlich in Emily verliebt, die er von früher kennt. Sie erwidert zwar seine romantischen Gefühle nicht, ist aber froh, dass es ihnen – unterstützt von Annette und Ludovico – gelingt in einem günstigen Moment mit vier Pferden zu fliehen. Sie haben vor, Italien an Bord eines Schiffes zu verlassen. Das Kloster in Languedoc, wo ihr Vater beerdigt wurde, ist Emilys Reiseziel. In unmittelbarer Nähe liegt das Herrenhaus der Familie von Villeroi, das zum ersten Mal von seinen neuen Hausherren aufgesucht wird, die es geerbt haben. Aus Paris trifft der Graf von Villefort mit seiner zweiten Ehefrau, Tochter Blanche und Sohn Henri ein. Sie richten sich ein und man gibt sich gepflegt der vornehmen Langeweile hin. In einer Sturmnacht verunglückt dann ein Schiff direkt vor dem Anwesen der Familie. Emily und ihre Reisegesellschaft überstehen den Schiffbruch unverletzt und werden vom Grafen und seiner Familie aufgenommen. Du Pont und der Graf waren bereits vorher miteinander bekannt, Emily dagegen freundet sich schnell mit der jungen Blanche an. Valancourt hat sie von ihrer Rückkehr nach Frankreich geschrieben. Er reist nach Languedoc, um sie zu treffen. Doch hat er sich in der Zwischenzeit zu einem lasterhaften Lebensstil verleiten lassen. Er hat anscheinend viel Geld verspielt und war in Paris im Gefängnis. Der Graf von Villeroi warnt Emily eindringlich vor Valancourt, den sein Sohn und er in Paris kennengelernt haben. Vom Grafen bestärkt und durch das eigenartig schuldbewusste Verhalten ihres Liebsten verunsichert, bricht Emily mit ihm und zieht sich ins Kloster zurück.

### Viertes Buch
Die Trennung von Valancourt lässt Emily fast vergessen, dass sie den dunklen Geheimnissen des Herrenhauses auf den Grund gehen wollte, die mit dem frühen Tod der Marquise von Villeroi zu tun haben. Emily weiß, dass ihr Vater die Marquise kannte und schätzte, ihr ist jedoch nicht bekannt, welcher Art ihre Bekanntschaft war. Jetzt spukt es angeblich in dem Raum, in dem die Marquise unter seltsamen Umständen starb. Die alte Hausangestellte Dorothée berichtet Emily, was sie über die Sache weiß. Sie erwähnt dabei wiederholt die erstaunliche Ähnlichkeit zwischen Emily und der verstorbenen Marquise. Abgesehen davon versucht Emily zu akzeptieren, dass es richtig war, sich von Valancourt zu trennen. Aber sie liebt ihn noch immer, so dass sie den Versuch von Du Pont, um ihre Hand anzuhalten, brüsk abweist. Emily reist zurück nach La Valée, wo sie Valancourt wiedersieht, für den ihre alte Haushälterin Therese sich sehr bei ihr einsetzt. Emily bleibt abweisend, aber sie beginnt zu zweifeln, ob es nicht doch möglich sei, Fehlverhalten zu entschuldigen, wenn der Betreffende seine Taten bereut und keinen von Grund auf schlechtem Charakter hat. Emily wird zur Hochzeit von Blanche nach Languedoc eingeladen und wird von dem Grafen und Blanche abgeholt, um gemeinsam zu reisen. Dort angekommen wird Emily ins Kloster gebeten, um eine sterbende Nonne zu verabschieden. Schwester Agnes erzählt Emily auf ihrem Totenbett, dass die Marquise die jüngere Schwester ihres Vaters war. Auch über die unnatürliche Todesursache wird Emily aufgeklärt. Die Briefe, die Emily nach dem Tod ihres Vaters vernichtet hat, beschrieben das traurige Los ihrer Tante. Auch das Rätsel um die verschollene Signora von Udolpho wird jetzt aufgelöst. Die wohl wichtigste Aufklärung besteht jedoch darin, dass Valancourt zwar in seinem Verhalten gefehlt hat, aber zwischendurch weiterhin gütig und hilfsbereit zu seinen Mitmenschen war. Nachdem klar wurde, dass er vorsätzlich zu Leichtsinn und Lasterhaftigkeit verführt worden war und nun aus seinen Fehlern gelernt hat, kann auch Emily ihn wieder in ihr Herz schließen.

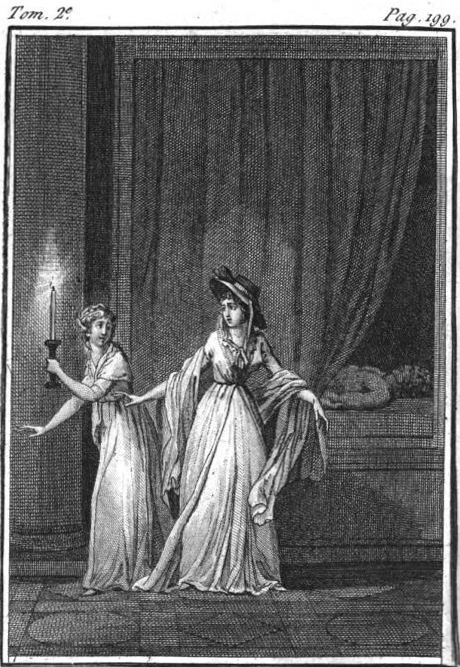
Illustration der französischen Ausgabe von „Mysteries of Udolpho“, 1798

## Personen

### Hauptpersonen
Emily St. Aubert: Früh verliert die junge Heldin des Romans ihre Familie, profitiert jedoch in all ihren Handlungen von Charaktereigenschaften wie Geduld, Beständigkeit, sowie ihrer Liebe zur Natur sowie zu Musik und Kunst. Doch ist sie stets hart gegen sich selbst, da sie sich bemüht ihre Sensibilität mit Vernunft einzudämmen, um nach außen hin Haltung zu bewahren. Mit ihren zahlreichen Gedichten ermöglicht Emily Einblicke in ihre Fantasiewelten.
Valancourt: Großzügig, feingeistig und nicht durch das Leben in einer Großstadt verdorben tritt Valancourt als geeigneter Lebensgefährte für Emily auf. Da sie jedoch beim Tod ihres Vaters noch nicht volljährig ist, wird Valancourt durch die Trennung vor die Herausforderung gestellt. Ohne es zu wissen, verhält er sich im Verlauf des Romans mitunter ganz im Sinne seiner Feinde.
Herr St. Aubert: Emilys Vater tritt nur am Anfang des Romans auf. Er wirkt ruhig, ausgleichend und kontrolliert und legt auch seiner einzigen Tochter ans Herz, sich nicht von ihren Emotionen, sondern in erster Linie von ihrem Verstand leiten zu lassen.
Madame Cheron (später Madame Montoni) wird nach dem Tod von Emilys Vater, der ihr Bruder ist, zu Emilys Vormund. Charakterlich hat sie mit ihrem Bruder wenig gemeinsam, da sie in erster Linie an Besitz, Status und Zerstreuung interessiert ist. Da sie der Ansicht ist, eine Ehe sollte insbesondere der Vermehrung von Reichtum und Ansehen dienen, heiratet sie Signor Montoni, was sich im Nachhinein als grober Fehler entpuppt.
Signor Montoni verbindet zahlreiche schlechte Charaktereigenschaften mit unehrenhaftem Verhalten, wobei er darüber hinaus als unbeherrscht dargestellt wird. Montoni schreckt vor nichts zurück: Täuschung, Verleumdung, Diebstahl, Ehebruch und persönliche Vorteilnahme machen ihn zum perfekten Gegenspieler von Emily. Darüber hinaus ist er ungeduldig und sinnt auf Rache, wenn sich jemand seinen Wünschen widersetzt. Insbesondere im Umgang Emily wendet er Methoden an, die man heutzutage als Psychoterror bezeichnen würde.

### Weitere Personen aus dem Umfeld von Signor Montoni

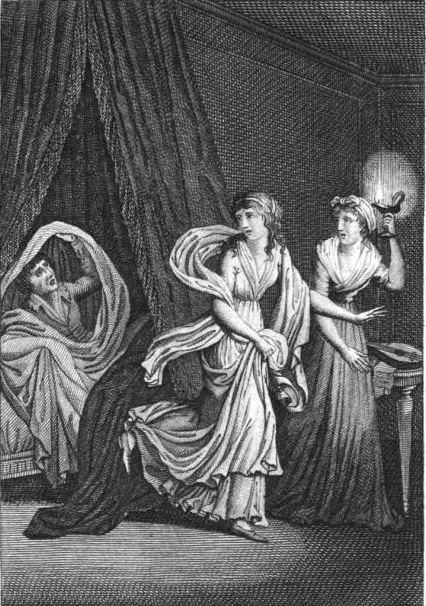
Illustration der französischen Ausgabe von „Mysteries of Udolpho“, 1798

Graf Morano ist der erste von mehreren Heiratskandidaten, die Emily den Hof machen. Signor Montoni ermuntert ihn auch gegen Emilys Willen dazu ihr den Hof zu machen und ist bemüht ihren Widerstand zu brechen.
Signori Cavigni, Verezzi, Bertolini und Orsino sind Freunde von Montoni, die eine Anzahl negativer Charaktereigenschaften mit ihm teilen. Orsino, dem Montoni zur Flucht verhilft, ist jedoch der einzige unter ihnen der wegen Mordes gesucht wird.
Wer die geheimnisvolle Signora Laurentini di Udolpho, von der Montoni die weitläufige Burganlage Udolpho geerbt hat, tatsächlich war, wird erst am Ende des Romans aufgeklärt.

### Angehörige der Familien Villefort und Villeroi
Francis Beauveau De Villefort der Graf ist der Erbe des Chateau-le-Blanc und wird zum väterlichen Freund Emilys. Zu seinem Cousin, dem Vorbesitzer Marquis de Villeroi und dessen verstorbener Frau, Marquise de Villeroi, hatte der Graf keine enge Verbindung und kennt das Geheimnis hinter ihrem Unglück nicht.
Lady Blanche ist die Tochter des Grafen und ähnelt Emily sowohl charakterlich als auch in ihren Vorlieben, so dass die beiden sich miteinander anfreunden.
Monsieur Du Pont, der schon lange unglücklich in Emily verliebt ist, ist der vom Grafen Villefort für sie favorisierte Heiratskandidat.

### Bedienstete
Annette, kommt als Dienstmädchen von Madame Cheron von Frankreich nach Italien, wo sie mit der Zeit zu Emilys Vertraute wird.
Ludovico, der als Lakai von Signor Cavini vorgestellt wird, entwickelt ein enges Verhältnis zu Annette und hilft ihr und Emily in zahlreichen Belangen. Er wird später Angestellter des Grafen de Villefort.
Theresa ist die alte Haushälterin von La Vallée, die Emilys Familie bereits seit ihrer Jugend gedient hat. Ihr Alter und ihre langjährige Anstellung ermöglichen es ihr relativ frei ihre Meinung zu äußern.
Dorothée arbeitete als Haushälterin schon so lange im Anwesen der Villerois, dass sie bereits dort war, als die Marquise von Villeroi, frisch vermählt, dort eintraf. Dorothée war auch bei ihrem mysteriösen Tod anwesend.
(Die Aufzählung der Personen ist aufgrund der Übersichtlichkeit unvollständig.)

## Zitierte Autoren
Diese Auswahl orientiert sich an der Aufzählung von zitierten Autoren im Anhang der englischen Oxford World's Classic Ausgabe

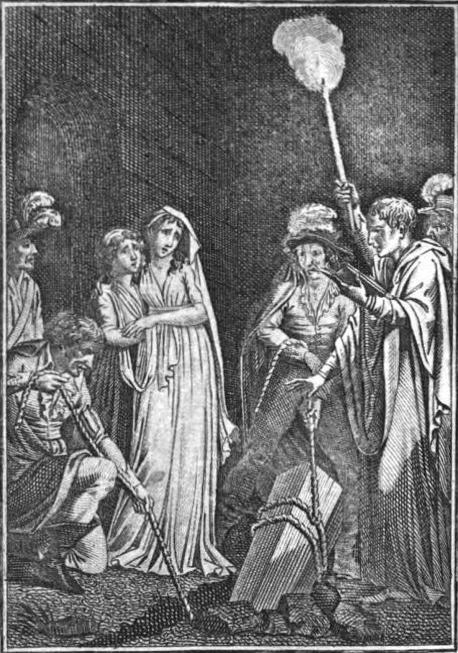
Illustration der französischen Ausgabe von „Mysteries of Udolpho“, 1798

| Autor                | Originaltitel der Werk(e)                                                                             |
| -------------------- | --- |
| James Beattie        | Poems on Several Subjects (1766)                                                                      |
| Edmund Burke         | A Philosophical Enquiry into the Origin of Our Ideas of the Sublime and the Beautiful (1757)          |
| George Gordon Byron  | The Major Works, Editor Jerome McGann                                                                 |
| William Collins      | The Poems of Thomas Gray                                                                              |
| Thomas Gray          | The Poems of Thomas Gray                                                                              |
| William Mason        | The Works of William Mason                                                                            |
| John Milton          | The Poetical Works of John Milton, Editor Helen Darbishire                                            |
| William Shakespeare  | Macbeth, Hamlet, Julius Caesar, Romeo and Juliet, A Midsummer Night’s Dream & weitere                 |
| Hester Thrale Piozzi | Observations and Reflections Made in the Course of a Journey through France, Italy and Germany (1789) |
| Alexander Pope       | The Poems of Alexander Pope (Twickenham Edition)                                                      |
| James Thomson        | The Poetical Works of James Thompson                                                                  |
| Horace Walpole       | The Castle of Otranto, dt.: Das Schloss von Otranto (Roman, 1764)                                     |
| Mary Wollstonecraft  | A Vindication of the Rights of Women (1790)                                                           |

## Einfluss auf Werke anderer Autoren
Ann Radcliffe wurde von einer Reihe von Schriftstellern, wie Honoré de Balzac bewundert, und beeinflusste darüber hinaus Charles Baudelaire und Victor Hugo. H. P. Lovecraft lobte ihre Fähigkeit eine furchteinflößende Atmosphäre zu erschaffen, indem sie unheimliche Schauplätze so geschickt mit der Handlung verknüpfte, dass sich der schauerliche Gesamteindruck dadurch verstärkte. Matthew Gregory Lewis wurde durch Udolphos Geheimnisse 1796 zu seinem ersten größten Erfolg, dem Roman Der Mönch inspiriert. Donatien Alphonse François de Sade äußerte sich positiv über die brillante Vorstellungskraft von Ann Radcliff. Er gibt jedoch an, Der Mönch (s. o.) sei aus seiner Sicht der beste Schauerroman, möglicherweise, weil Lewis thematisch größere Schnittmengen mit de Sade aufweist, wobei außerdem die Darstellungen deutlich härter und gewalttätiger sind als bei Radcliffe.
Jane Austen, die das Buch als eins ihrer Lieblingsbücher angab, bindet es sogar in einen ihrer Romane mit ein. Catherine, die Protagonistin in deren Heldin in Northanger Abbey, zitiert mehrfach daraus und sagt sogar, aus ihrer Sicht sei es das beste Buch der Welt („the nicest book in the world“).
Es ist außerdem bekannt, dass sich Sir Walter Scott, Charles Dickens und Edgar Allan Poe positiv zu Ann Radcliffes Werk geäußert haben. Dabei erstreckt sich ihr Einfluss bis hin zu deutlich später geborenen Schriftstellerinnen wie Daphne du Maurier (1907–1989).
Aber auch Fjodor Michailowitsch Dostojewski, einer der bedeutendsten russischen Schriftsteller, war bereits als Kind von Radcliffes Romanen begeistert und erwähnt Udolphos Geheimnisse 1863 in seiner Essaysammlung Winterliche Aufzeichnungen über sommerliche Eindrücke.

## Übersetzungen
Ursprünglich als Vierbänder erschienen, erfolgte die erste Übersetzung ins Deutsche durch Meta Forkel-Liebeskind, die insgesamt vier von Radcliffes Romanen ins Deutsche übersetzt hat. Diese Übersetzung unter dem Titel Udolphos Geheimnisse war allerdings um etwa 20 Prozent kürzer als der Urtext, wobei auf viele Dialoge, ganze Szenen, Landschaftsbeschreibungen sowie sämtliche Gedichte verzichtet wurde. Eine ungekürzte Neuübersetzung erschien 2019 als Book on Demand unter dem Titel Die Geheimnisse von Udolpho; herausgegeben und übersetzt wurde die Ausgabe von Maria Weber.